# カーボベルデ系アンゴラ人
カーボベルデ系アンゴラ人は、カーボベルデに起源を持つアンゴラの住民である。
1995年には、アンゴラに10,000人のカーボベルデ系の人々が存在したと推計されている。

## 脚註
1. ↑  1995 Cape Verdean Diaspora Population Estimates